# Lingenau (Austria)
Lingenau – gmina w Austrii, w kraju związkowym Vorarlberg, w powiecie Bregencja. Według Austriackiego Urzędu Statystycznego liczyła 1366 mieszkańców (1 stycznia 2015).